# Onkologia w Praktyce Klinicznej
Onkologia w Praktyce Klinicznej – Edukacja – oficjalny dwumiesięcznik Polskiego Towarzystwa Onkologii Klinicznej wydawany przez Wydawnictwo Via Medica. Redaktorem naczelnym jest Maciej Krzakowski.
W skład rady naukowej wchodzą samodzielni pracownicy naukowi z tytułem profesora lub doktora habilitowanego z Polski. Artykuły ukazują się w języku polskim (drukowane są także abstrakty w języku angielskim).

## Działy
- prace przeglądowe
- stanowisko ekspertów
- prace kazuistyczne
- sprawozdania z kongresów i zjazdów
- miscelleanea

## Indeksacja
- Index Copernicus (IC)
- Chemical Abstracts (CAS)

Współczynniki cytowań:
- Index Copernicus (2009): 4,55[2]

Na liście czasopism punktowanych przez polskie Ministerstwo Nauki znajduje się w części B z sześcioma punktami.